# Doyle (Tennessee)
Doyle es un pueblo ubicado en el condado de White en el estado estadounidense de Tennessee. En el Censo de 2010 tenía una población de 537 habitantes y una densidad poblacional de 158,27 personas por km².

## Geografía
Doyle se encuentra ubicado en las coordenadas 35°51′21″N 85°30′47″O / 35.85583, -85.51306. Según la Oficina del Censo de los Estados Unidos, Doyle tiene una superficie total de 3.39 km², de la cual 3.39 km² corresponden a tierra firme y (0%) 0 km² es agua.

## Demografía
Según el censo de 2010, había 537 personas residiendo en Doyle. La densidad de población era de 158,27 hab./km². De los 537 habitantes, Doyle estaba compuesto por el 98.32% blancos, el 0.19% eran afroamericanos, el 0% eran amerindios, el 0.19% eran asiáticos, el 0.93% eran isleños del Pacífico, el 0.37% eran de otras razas y el 0% pertenecían a dos o más razas. Del total de la población el 1.68% eran hispanos o latinos de cualquier raza.